# Château du Vieux Mujolan
Le château du Vieux Mujolan est un édifice des XIIe et XIIIe siècles inscrit au titre des monuments historiques
Il est situé sur la commune de Fabrègues, dans le département de l'Hérault.

## Historique
L'histoire de Mujolan commence dès l'époque romaine, puisque le domaine se situe à proximité de la voie domitienne, l'artère de communication principale de cette époque, zone de trafics et d'échanges commerciaux importants. Une légende dirait même que Mujolan tire son nom d'un certain Mujolanus, romain qui aurait fait parler de lui dans la région. Une chose est certaine, c'est que les terres de Mujolan portaient déjà de la vigne à cette époque.
Puis on retrouve Mujolan au XIIe siècle, date à laquelle est érigé le donjon à la limite du Massif de la Gardiole. Cette bâtisse sera la résidence des seigneurs de Fabrègues pendant plusieurs siècles.
Le château de Mujolan sera racheté au début du XVIIIe siècle par Alexandre Brondel de Roquevaire. L'une de ses descendantes, Sylvie, décide en 1850 de faire construire sur la plaine et au milieu des vignes une ferme modèle qui exploitera la centaine d'hectares de terres. Ces bâtiments vont prendre le nom de Mas de Mante, plus communément connu sous le nom de Domaine de Mujolan (par opposition au château de Mujolan). Composé d'une maison de Maître (23 pièces sur 3 étages) encadrée par la cave d'un côté (85 m) et les écuries de l'autre, ces bâtiments sont aujourd'hui conservés à l'identique depuis cette époque.
En 1900, le jardin, d'inspiration romantique, est créé par un paysagiste anglais qui prendra soin d'y intégrer des essences peu communes dans la région (épicéa, chêne-liège, liquidambar, …) associées à d'autres espèces plus fréquentes (pin parasol, néflier, arbousier, chêne blanc…).

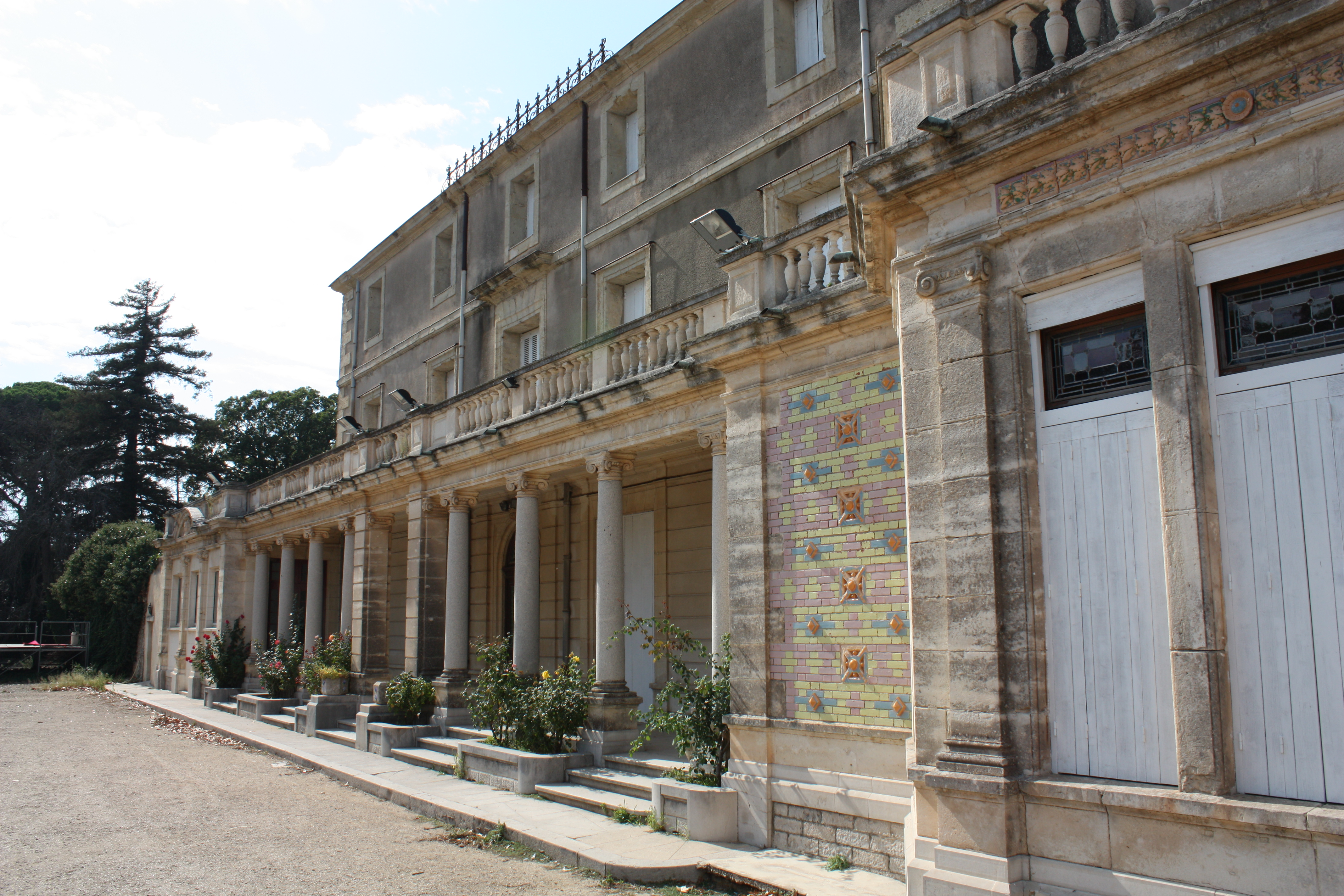
Façade du domaine de Mujolan.
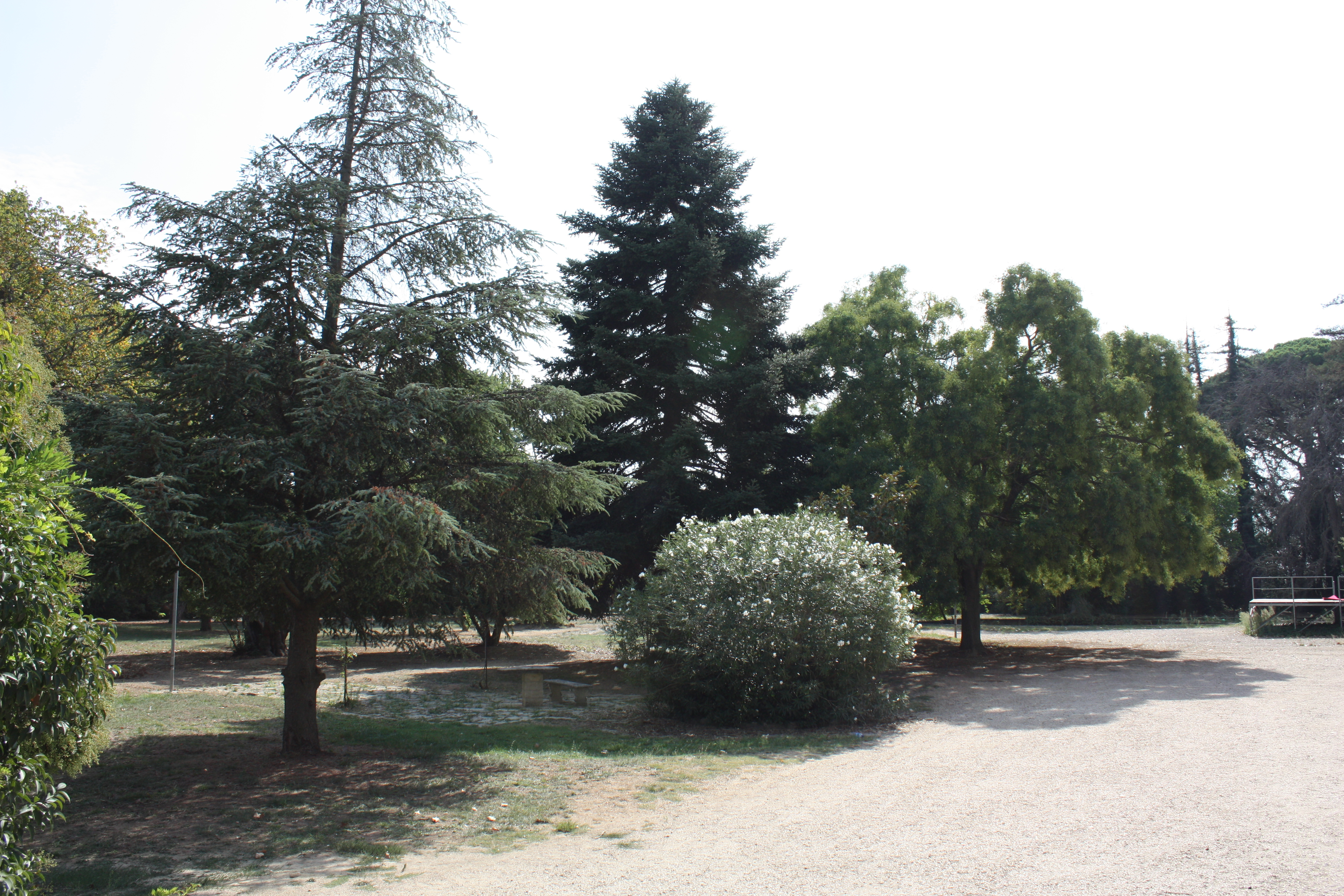
Jardins du domaine.

## Protection
Le domaine avec la tour et le bâtiment de l'ancien prieuré qui lui est directement accolé au Sud (excepté les bâtiments et hangars ajoutés à l'Ouest et au Nord), ainsi que l'ancienne chapelle Saint-Michel font l’objet d’une inscription au titre des monuments historiques depuis le 22 juillet 1991.